# 菱唇毛兰
菱唇毛兰（学名：Eria rhomboidalis）为兰科毛兰属下的一个种。

## 扩展阅读
- 維基物種上的相關：菱唇毛兰